# Sainte-Ursule
Sainte-Ursule är en kommun i provinsen Québec i Kanada. Den ligger i regionen Mauricie, i den sydöstra delen av landet, 230 km öster om huvudstaden Ottawa. Antalet invånare var 1 355 vid folkräkningen 2021. Landarean är 68 kvadratkilometer.